# محمد علی رشوان
محمد علی رشوان (عربی: محمد علي رشوان؛ زادهٔ ۱۶ ژانویهٔ ۱۹۵۶) جودوکار اهل مصر است.
از افتخارات وی میتوان به کسب مدال نقره جودو اپن کلاس در بازی‌های المپیک تابستانی ۱۹۸۴ اشاره کرد.